# Stephen Norrington
Stephen Norrington (født 1964 i London) er en engelsk filminstruktør. 

## Filmografi
- Death Machine (1994)
- Blade (1998)
- The Last Minute (2001)
- Det hemmelighedsfulde selskab (2003)